# The Futureheads (Album)
The Futureheads ist das Debütalbum der gleichnamigen britischen Indie-Rock-Band The Futureheads.

## Informationen
Das Album wurde produziert von Andy Gill, dem Gitarristen der Band Gang of Four, und Paul Epworth. Es erschien am 12. Juli 2004 in Großbritannien und am 26. Oktober 2004 in den USA. 2005 erschien eine limitierte Ausgabe mit zwei Bonussongs und einer DVD. Auf der japanischen Edition waren neben den beiden Bonussongs, Radiomixe von Decent Days and Nights und Hounds of Love, zusätzlich die Titel Remote Control und Man Made (A Mistake). Das Coverbild ist von dem Bild „Lonely Man“ des Künstlers Damien Poulain inspiriert.
Der Titel Hounds of Love ist eine Coverversion vom 1985 im gleichnamigen Album Hounds of Love erschienenen Titels der Sängerin Kate Bush.

## Rezensionen
The Futureheads wird in der Fachpresse überwiegend positiv bewertet. So vergleicht Intro die Band etwa mit anderen britischen Bands wie Bloc Party und Franz Ferdinand und meint: Die Futureheads sind rauer, ungestümer, geben sich weniger mit filigranem Stückwerk ab, sind unverschämter und zugleich bodenständiger. Auch der teilweise chorähnliche Gesang wird gelobt: Der ganz besondere Gimmick sind jedoch die Vocals: Alle vier Heads singen, und das nicht zu knapp.
Für Tanja Hellmig von motor.de ist „diese Band brillant“. Auf whiskey-soda.de heißt es: „Es ist länger her, dass eine junge Band so retro, dabei aber gleichzeitig so aktuell und frisch geklungen hat.“
Weitere Bewertungen: Plattentests.de (8/10), New Musical Express (8/10), Pitchfork (8.3/10).

## Titelliste
1. Le Garage – 01:45
2. Robot – 02:00
3. A to B – 02:27
4. Decent Days and Nights – 02:31
5. Meantime – 02:50
6. Alms – 02:05
7. Danger of the Water – 02:57
8. Carnival Kids – 02:44
9. The City Is Here For You To Use – 02:35
10. First Day – 02:04
11. He Knows – 03:13
12. Stupid and Shallow – 01:34
13. Trying Not To Think About Time – 02:24
14. Hounds of Love – 03:02
15. Man Ray – 02:18

## Singleauskopplungen
- First Day (28. Juli 2003)
- Decent Days and Nights (26. Juli 2004)
- Meantime (18. Oktober 2004)
- Hounds of Love (21. Februar 2005)
- Decent Days and Knights (9. Mai 2005)

## Erfolge
The Futureheads erreichte Platz 11 in den britischen Albumcharts. Erfolgreichste Singleauskopplung wurde die Coverversion Hounds of Love, die es auf Rang acht schaffte. Auch die weiteren Singles First Day (#58), Decent Days and Nights (#26) und Meantime (#49) stiegen in die britischen Singlecharts ein.
Der NME wählte das Album auf Platz 5 der Alben des Jahres, die Single Hounds of Love wurde gar zum besten Lied des Jahres gekürt. Der Song Decent Days and Nights erreichte immerhin noch einen 37. Platz in den Jahrescharts. 2006 wählte der NME das Album gar in die Top 100 der Besten britischen Alben aller Zeiten. Das deutsche Magazin Musikexpress wählt The Futureheads auf Position 27 in den Jahrespolls 2004.

## Weitere Mitwirkende
- Alle Titel von The Futureheads (außer Hounds of Love von Kate Bush)
- Produziert von Paul Epworth und Andy Gill
- Gemixt von Clive Goddard, Andy Gill und Gareth Jones
- Aufnahmetechniker: Adrian Newton, Al O’Connell, Andy Gill, Jerry Kandiah, Richard Williams, Adrian Newton, Mark Rankin, Helen Ward, Clive Goddard
- Coverdesign von Big Active
- Fotos: Tony Gibson, Clare Shilland